# Станиславівський повіт (II Річ Посполита)
Станиславівський повіт — адміністративно-територіальна одиниця Польської Республіки, зокрема з 23 12 1920 — у складі Станиславівського воєводства. Центр повіту — місто Станиславів (нині — Івано-Франківськ).

## Історія
Після польсько-української війни, окупації та анексії Польською Республікою — адміністративно-територіальна одиниця у складі Станиславівського воєводства, утвореного в 1920 році на окупованих землях ЗУНР — ЗОУНР. Адміністративним центром повіту залишився Станиславів. До складу повіту входило 81 поселення (з них 3 міста, 72 сільські гміни) з 27 840 житловими будинками. Повіт за територією відповідав Станиславівському повіту часів Австро-Угорщини, його площа — 869 км².

### Адміністративний поділ

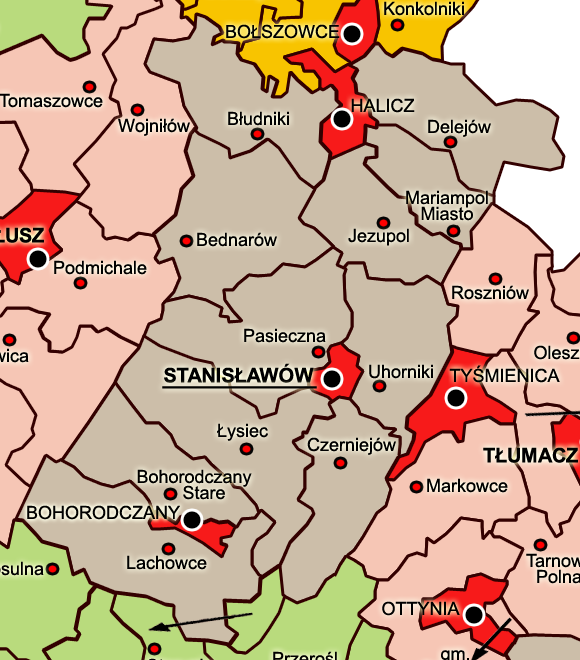
Станиславівський повіт

1 квітня 1932 року ліквідовано Богородчанський повіт, а міська ґміна Богородчани та сільські ґміни Богородчани Старі, Глибока, Глибівка, Горохолина, Гринівка, Іваниківка, Ляхівці, Лесівка, Лисець), Лисець Старий, Новошин, Похівка, Посіч, Саджава, Стебник), Хмелівка передані до Станиславівського повіту.
1934 року до Станиславівського повіту передані села:
- Мединя з Калуського повіту,
- Підпечери — з Тлумацького повіту[3];
- Бишів — з Підгаєцького повіту Тарнопольського воєводства[4].

1 серпня 1934 року виконано об'єднання ґмін (ця адміністративна одиниця до того часу обмежувалася селом чи містом із присілками і хуторами) у великі сільські ґміни (рівнозначні волості).

#### Міста (міські ґміни)
1. містечко Богородчани — з 01.04.1932. Місто з 1934 р.
2. м. Галич
3. Княгиничі — до 1925 р., коли була приєднана до м. Станиславова
4. м. Станиславів

#### Сільські ґміни
Кількість:
- 1920—1932 рр. — 68
- 1932—1934 рр. — 84
- 1934 р. — 87
- 1934—1939 рр. — 11

| Об'єднані сільські ґміни 1934 року | Об'єднані сільські ґміни 1934 року | Старі сільські ґміни | Кількість |
| ---------------------------------- | ---------------------------------- | --- | --------- |
| 1                                  | Ґміна Беднарув                     | Беднарув (Боднарів), Бринь, Височанка, Вікторув (Вікторів), Комарув (Комарів), Майдан, Мединя (з 28.05.1934), Сапогув (Сапогів), Цєнжув (Тязів)                             | 9         |
| 2                                  | Ґміна Блуднікі                     | Блуднікі (Блюдники), Дорогув (Дорогів), Залуква, Колодзєюв (Колодіїв), Крилос, Курипів, Острів, Перлівці, Пукасівці, Сєдліска, Суботів, Свєнти Станіслав, Темирівці         | 13        |
| 3                                  | Ґміна Богородчани Старе            | Старі Богородчани (з 01.04.1932), Гринівка (з 01.04.1932), Лесівка (з 01.04.1932), Нивочин (з 01.04.1932)                                                                   | 4         |
| 4                                  | Ґміна Делєюв                       | Бишів (з 28.05.1934), Деліїв, Кремидів, Медуха, Межигірці, Озерце, Нові Кінчаки, Старі Кінчакі, Семиківці, Тумир, Тустань, Хоростків                                        | 12        |
| 5                                  | Ґміна Єзуполь                      | Ганнусівка, Єзупіль, Козина, Пітрич, Побережжя, Сілець | 6         |
| 6                                  | Ґміна Лисєц                        | Драгомирчани, Забережжя, Іваниківка (з 01.04.1932), Крихівці, Лисець (з 01.04.1932), Старий Лисець (з 01.04.1932), Посіч (з 01.04.1932), Радча, Стебник (з 01.04.1932)      | 9         |
| 7                                  | Ґміна Ляховце                      | Глібівка (з 01.04.1932), Горохолина (з 01.04.1932), Глибока (з 01.04.1932), Ляхівці (з 01.04.1932), Похівка (з 01.04.1932), Саджава (з 01.04.1932). Хмелівка (з 01.04.1932) | 7         |
| 8                                  | Ґміна Маріамполь Място             | Водники, Вовчків, Дубівці, Лани, село Маріямпіль, Маріямпіль | 6         |
| 9                                  | Ґміна Пасєчна                      | Загвіздя, Павелче, Пасічна, Пациків, Рибно, Угринів Горішній, Угринів Долішній, Угринів Шляхотський, Ямниця                                                                 | 9         |
| 10                                 | Ґміна Угорнікі                     | Вовчинець, Добровляни, Колодіївка, Микитинці, Підлужжя, Підпечери (з 28.05.1934), Угорникі, Узин                                                                            | 8         |
| 11                                 | Ґміна Чернєюв                      | Братківці, Опришівці, Тисменичани, Черніїв, Чукалівка, Хом'яків, Хриплин | 7         |

* Виділено містечка, що були у складі сільських ґмін та не мали міських прав.